# Cornelis Jacobszoon May
Cornelis Jacobszoon May (aussi appelé Cornelius; Mey; Meij), est un explorateur hollandais, capitaine et marchand de fourrures. Son nom fut donné au Cape May, au Comté de Cape May, et à la ville de Cape May (New Jersey).

## Source
- (en) Cet article est partiellement ou en totalité issu de l’article de Wikipédia en anglais intitulé « Cornelius Jacobsen May » (voir la liste des auteurs).